# John Houseman
John Houseman (nascut Jacques Haussmann) (22 de setembre de 1902, Bucarest, Romania – 31 d'octubre de 1988, Malibu, Califòrnia, Estats Units) va ser un actor, productor, director i guionista estatunidenc d'origen britànic.

## Biografia
Nascut a Romania, Jacques Haussmann, va ser educat a la Gran Bretanya i, acabats els seus estudis d'actuació, es va traslladar a Nova York, el 1934, per dirigir la seva primera obra de relleu.
Durant aquests anys que va fundar amb el seu amic Orson Welles el Mercury Theatre aconseguint l'atenció del públic i de la crítica per una reinterpretació contemporània de Juli Cèsar de William Shakespeare.
Guionista i productor d'èxit, va aparèixer en algunes pel·lícules, guanyant un Oscar al millor actor secundari el 1974 per la seva actuació a The Paper Chase, dirigida per James Bridges.

## Filmografia
Actor
- 1938: Too Much Johnson: Duelista
- 1964: Seven Days in May: Vice-Adm. Farley C. Barnswell
- 1973: The Paper Chase: Charles W. Kingsfield Jr.
- 1975: Rollerball: Bartholomew
- 1975: Beyond the Horizon (TV)
- 1975: Els tres dies del Còndor (Three Days of the Còndor): Wabash
- 1975: Fear on Trial (TV): Mike Collins
- 1976: The Adams Chronicles (fulletó TV): Justice Gridley
- 1976: Truman at Potsdam (TV): Winston Churchill
- 1976: Hazard's People (TV)
- 1976: El temerari Ives (St. Ives): Abner Procane
- 1976: Captains and the Kings (fulletó TV): Jutge Newell Chisholm
- 1976: Six Characters in Search of an Author (TV): El Director
- 1977: The Displaced Person (TV): Capellà
- 1977: Washington: Behind Closed Doors (fulletó TV): Myron Dunn
- 1977: The Best of Families (fulletó TV): Host
- 1977: Aspen (fulletó TV): Joseph Merrill Drummond
- 1978: The Cheap Detective: Jasper Blubber
- 1979: Old Boyfriends: Doctor Hoffman
- 1979: The Last Convertible (fulletó TV): Dr. Wetherell
- 1979: The French Atlantic Affair (fulletó TV): Dr. Archady Clemens
- 1980: La boira (The Fog): Mr. Machen
- 1980: Gideon's Trumpet (TV): Cap / Narrador
- 1980: Wholly Moses!: l'arcàngel
- 1980: My Bodyguard: Mr. Dobbs
- 1980: The Babysitter (TV): Dr. Lindquist
- 1980: A Christmas Without Snow (TV): Ephraim Adams
- 1981: Ghost Story: Sears James
- 1982: Freedom to Speak (fulletó TV): Benjamin Franklin
- 1982: Rose for Emily: Narrador
- 1982: Marco Polo (fulletó TV): Patriarca d'Aquileia
- 1982: Silver Spoons (sèrie TV): Edward Stratton II
- 1982: Murder by Phone: Stanley Markowitz
- 1983: The Skin of Our Teeth (TV): Network Newscaster
- 1983: The Winds of War (fulletó TV): Aaron Jastrow
- 1985: A.D. (fulletó TV): Gamaliel
- 1987: Our Planet Tonight (TV): Host
- 1988: Noble House (fulletó TV): Sir Geoffrey Allison
- 1988: Lincoln (TV): General Winfield Scott
- 1988: Nits de neó (Bright Lights, Big City): Mr. Vogel
- 1988: Una altra dona (Another Woman): pare de Marion
- 1988: Agafa-ho com puguis (The Naked Gun: From the Files of Police Squad!): Instructor

Productor
- 1938: Too Much Johnson
- 1945: The Unseen
- 1946: Sorry, Wrong Number (TV)
- 1946: Miss Susie Slagle's
- 1946: La dàlia blava (The Blue Dahlia)
- 1948: Carta d'una desconeguda (Letter from an Unknown Woman)
- 1948: They Live by Night
- 1949: Fireside Theatre (sèrie TV)
- 1951: The Company She Keeps
- 1952: On Dangerous Ground
- 1952: Holiday for Sinners
- 1952: The Bad and the Beautiful
- 1953: Julius Caesar
- 1954: Executive Suite
- 1954: Her Twelve Men
- 1955: The Cobweb
- 1955: Moonfleet
- 1956: Lust for Life
- 1957: The Seven Lively Arts (sèrie TV)
- 1962: All Fall Down
- 1962: Two Weeks in Another Town
- 1963: In the Cool of the Day
- 1966: This Property Is Condemned
- 1966: Evening Primrose (TV)
- 1980: Gideon's Trumpet (TV)
- 1983: Choices of the Heart (TV)

Guionista
- 1944: Jane Eyre

Director
- 1946: Sorry, Wrong Number (TV)